# Porvoon Keskuskenttä
Il Porvoon keskuskenttä è un campo sportivo in erba di Porvoo. Vi disputano gli incontri casalinghi i Porvoon Butchers di football americano, la FC Futura di calcio e gli Old Town Shamrocks di rugby a 15. Sono presenti sei piste da corsa.